# Bojan, Dobrici
Bojan (în bulgară Божан, în română Caraaptula) este un sat în comuna Tervel, regiunea Dobrici, Dobrogea de Sud, Bulgaria. 
Între anii 1913-1940 a făcut parte din plasa Curtbunar a județului Durostor, România.

## Demografie
Componența etnică a satului Bojan
     Romi (2,93%)
     Turci (71,79%)
     Nicio identificare (24,72%)
     Altele (1,28%)
La recensământul din 2011, populația satului Bojan era de 546 locuitori. Din punct de vedere etnic, majoritatea locuitorilor (71,79%) erau turci, cu o minoritate de romi (2,93%). Pentru 24,72% din locuitori nu este cunoscută apartenența etnică.